# Randstad Digital
 (décembre 2014).
Si vous disposez d'ouvrages ou d'articles de référence ou si vous connaissez des sites web de qualité traitant du thème abordé ici, merci de compléter l'article en donnant les références utiles à sa vérifiabilité et en les liant à la section « Notes et références ».
Randstad Digital (à l'origine Ausy) est un groupe de conseil et d'ingénierie, filiale de Randstad. L'entreprise dispose de 20 implantations en France et est également présente à l'étranger dans plus de 20 pays dont les États-Unis, l'Allemagne, le Royaume-Uni, les Pays-Bas, le Benelux, la Roumanie, l'Espagne, la Suède et l'Inde. Ses secteurs d'activité sont l'aéronautique et la défense (27 %), les télécoms et le multimédia (24 %), les services et les transports (20 %), les banques et la finance (16 %), l'énergie (7 %) et la santé (4 %).

## Histoire
En 1989, Ausy est créé par Jean-Marie Magnet, l'ancien président, avec 3 implantations initiales : Paris, Lyon et Rennes. Une agence est créée à Toulouse en 1991. En 1994, Ausy acquiert 2 fonds de commerce de la société Itrec à Lyon et à Nantes. En 1995, une agence ouvre à Strasbourg. En 1997, Ausy acquiert le fonds de commerce de la société IXEL à Paris et à Orléans.
Le 30 avril 1999, Ausy est introduit à la Bourse de Paris. La même année est créée la société Ausy Benelux, basée à Bruxelles. En 2000, des agences ouvrent à Aix-en-Provence, à Bordeaux et à Lille.
En 2001, Ausy acquiert Onsite Group et les filiales belge et luxembourgeoise du groupe Actif France. Il ouvre des agences à Nice, Caen et Grenoble, puis ouvre une agence en 2003 à Anvers.
En 2007, Ausy acquiert la société Aequalis, puis en 2009 la société Data Flow Consultancy et en 2010 le groupe Aptus. Cette dernière acquisition permet à Ausy de devenir l'un des leaders du conseil dans l'énergie et tout particulièrement dans le nucléaire. Cette place est encore renforcée en 2012. La même année, Ausy acquiert la société suédoise Mobytech et la société belge One Agency. En 2014, Ausy acquiert la société belge CrossCheck, au travers d'One Agency. La même année, il ouvre une agence en Amérique du Nord et acquiert Vision IT Media en Allemagne. En 2015, Ausy acquiert Pentasys en Allemagne et, en 2016, Lacroix informatique.
En 2016, Randstad annonce son intention de racheter Ausy, la valorisant à environ 420 millions d'euros. Le président d'Ausy, Jean-Marie Magnet, annonce son départ,.
En 2017, l'OPA amicale lancée par Randstad sur Ausy ayant réussi, Ausy sort de la bourse et, en mars 2017, la société se transforme et devient une société par actions simplifiée. Son conseil d'administration disparaît et François Beharel, directeur général de Randstad France, devient président d’Ausy SAS.
Le 30 août 2023, Randstad rebaptise sa filiale Ausy en Randstad Digital.
En juin 2025 l'Autorité de la concurrence a sévi dans le secteur des SSII. Un accord de non-débauchage, dénoncé par Ausy qui a ainsi bénéficié de la clémence de l'Autorité de la concurrence, a été sanctionné. Ausy et Alten avaient conclu un accord de non-débauchage entre 2007 et 2016. L'Autorité de la concurrence a sanctionné  Alten d'une amende de 24 millions d'euros.

## Présentation du groupe
Son activité s'organise autour de deux spécialités :
- le management et l'organisation des systèmes d’information ;
- la R&D externalisée et les systèmes industriels.

Une offre spécialisée par lignes technologiques:
- Informatique industrielle & systèmes ;
- Technologies de l’information & des contenus numériques ;
- Ingénierie des télécommunications & infrastructures ;
- Ingénierie mécanique & processus industriels ;
- Ingénierie de l'énergie & de l’environnement.

Ausy a été coté de 1999 à 2017 sur le marché NYSE Euronext.

## Organisation
Jusqu'au 1er avril 2008, le Groupe comprenait 5 sociétés :
- Ausy SA, holding cotée gérant les participations et supportant les financements
- Ausy France, filiale française majeure du groupe
- Ausy Belgium
- Ausy Luxembourg PSF SA
- Ausy Solution & Integration

Le 1er avril 2008, les structures juridiques du groupe Ausy ont été simplifiées en fusionnant la société Ausy France au sein du holding, Ausy SA.

### Implantation en France
Randstad Digital compte 20 agences françaises, situées à Aix-en-Provence, Bordeaux, Brest, Cherbourg, Grenoble, Issy-les-Moulineaux (siège), Lannion, Le Mans, Lille, Lyon, Montpellier, Nantes, Nice, Niort, Orléans, Pierrelatte, Rennes, Strasbourg, Toulouse et Tours.

### Implantation au Benelux
Randstad Digital compte 5 agences situées à Anvers, Bruxelles, Gand, Geel et Luxembourg.